# کلیسای کاتولیک‌ها (تبریز)
کلیسای کاتولیک‌ها تبریز یا کلیسای عذرای توانا متعلق به مسیحیان کاتولیک ایران است. این اثر در تاریخ ۱ آذر ۱۳۷۸ با شمارهٔ ثبت ۲۵۱۳ به‌عنوان یکی از آثار ملی ایران به ثبت رسیده است.
این بنا در سال ۱۲۹۱ خورشیدی احداث شده و نمای آن آجری می‌باشد. طول کلیسای کاتولیک‌ها ۳۰ متر و عرض آن ۱۵ متر است و برج ناقوس کلیسا در بالای بالکن کوچکی قرار گرفته‌است. این کلیسا برای اجرای مراسم و جشن‌های کاتولیک‌ها مورد استفاده قرار می‌گیرد. کلیسای کاتولیک‌ها در محلهٔ میارمیار شهر تبریز واقع شده‌است.

## نگارخانه

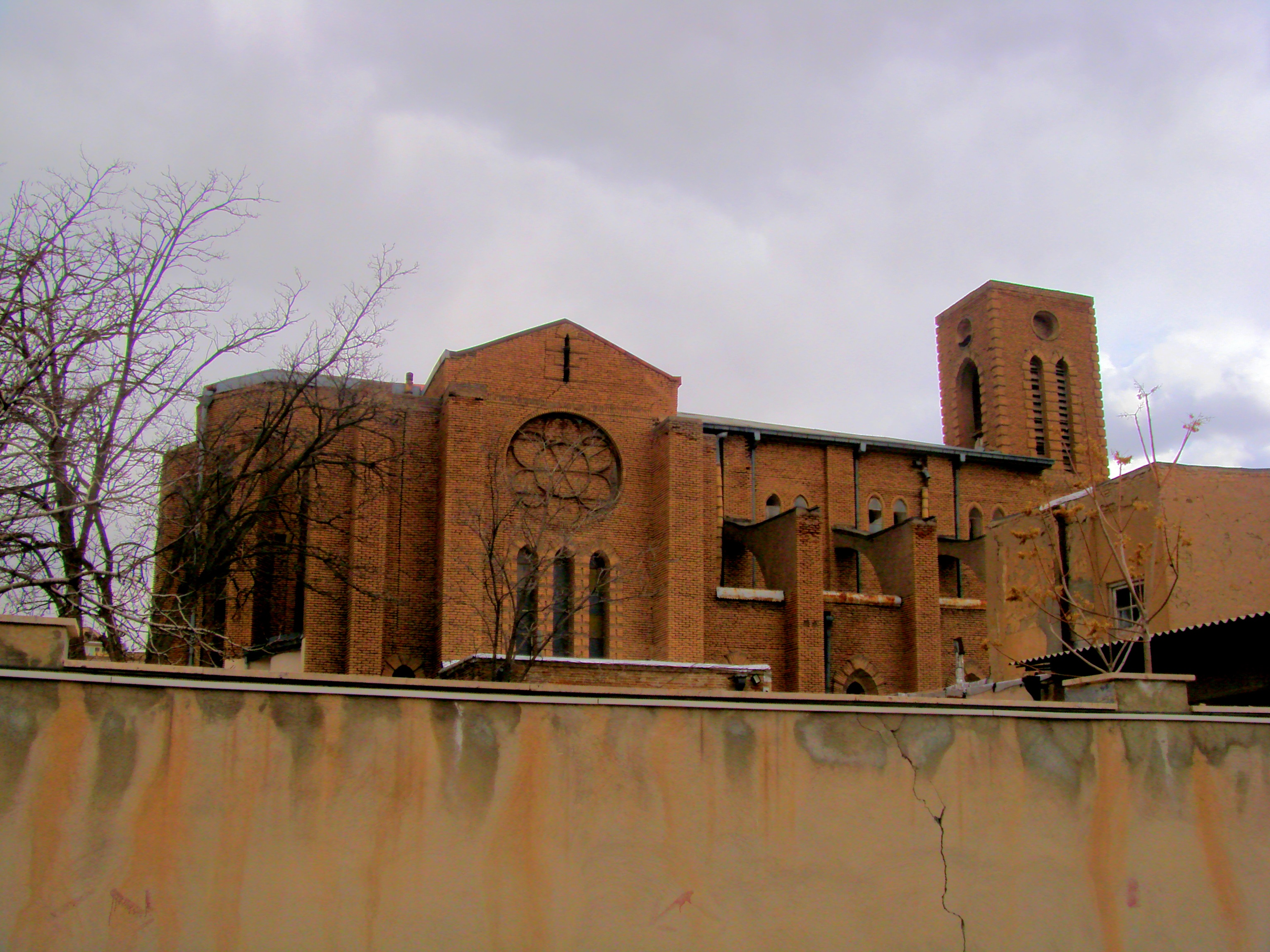
نمای کلیسا
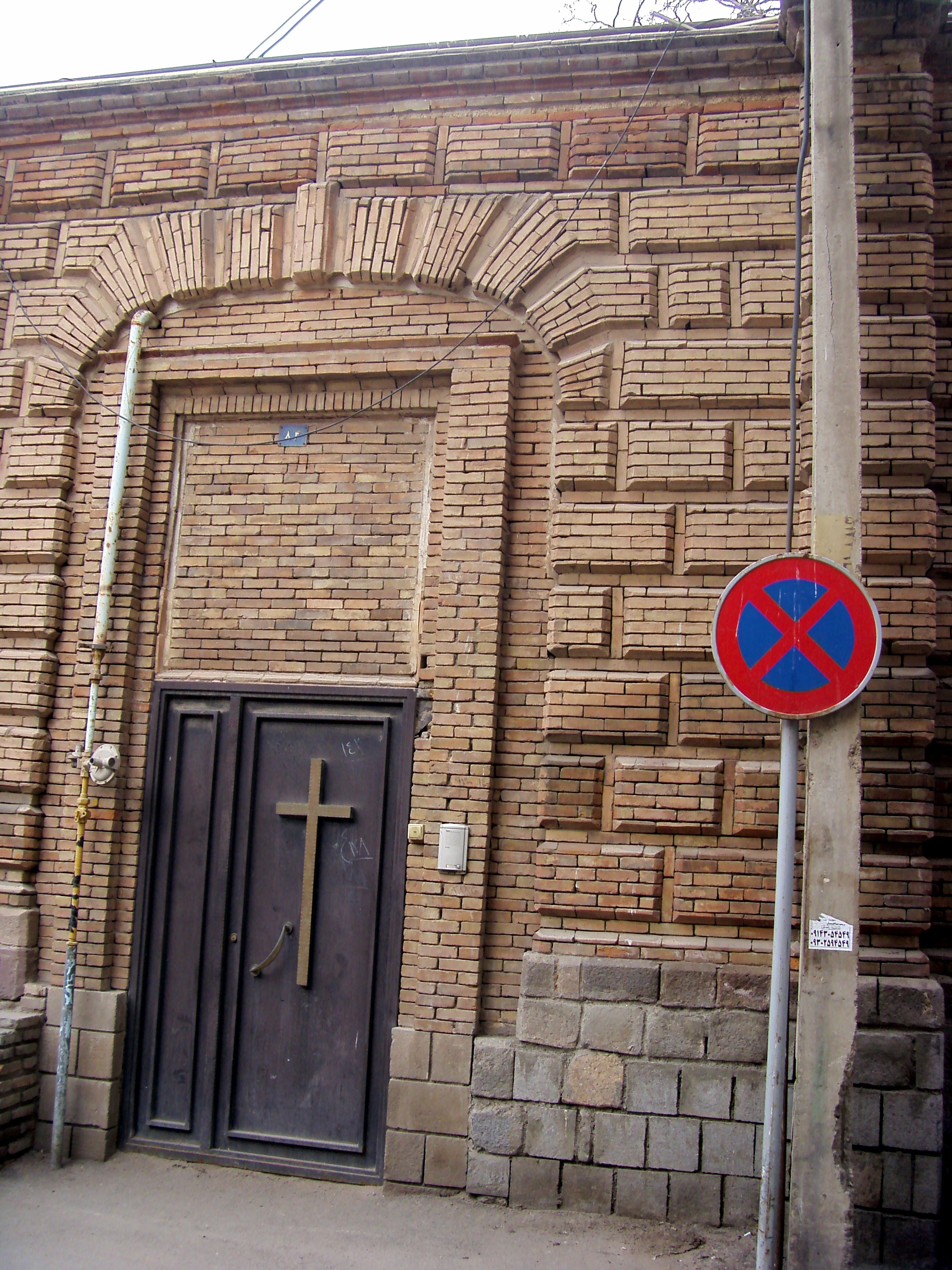
درب ورودی کلیسا
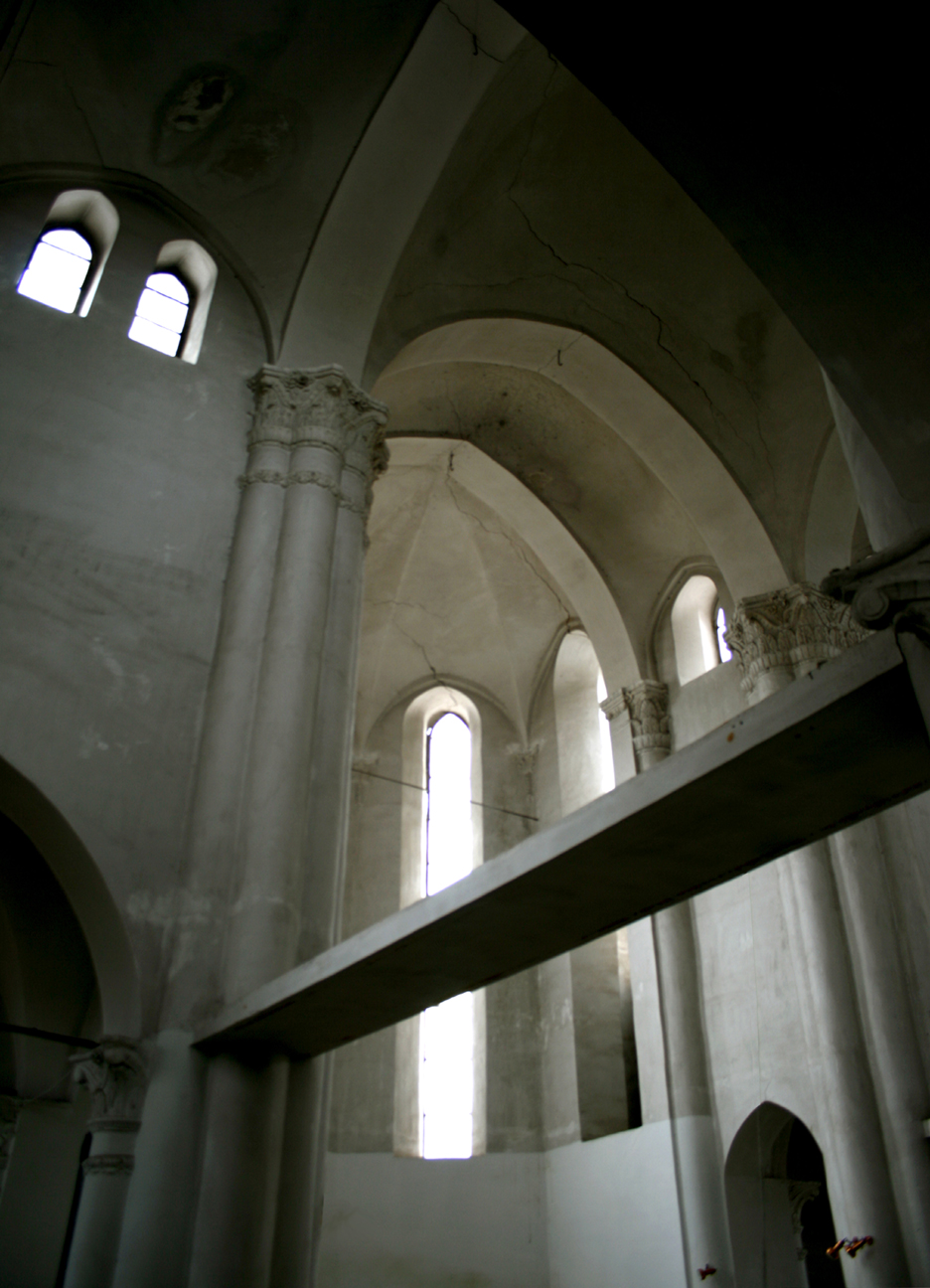
صحن داخلی کلیسای عذرای توانا سال ۱۳۸۸
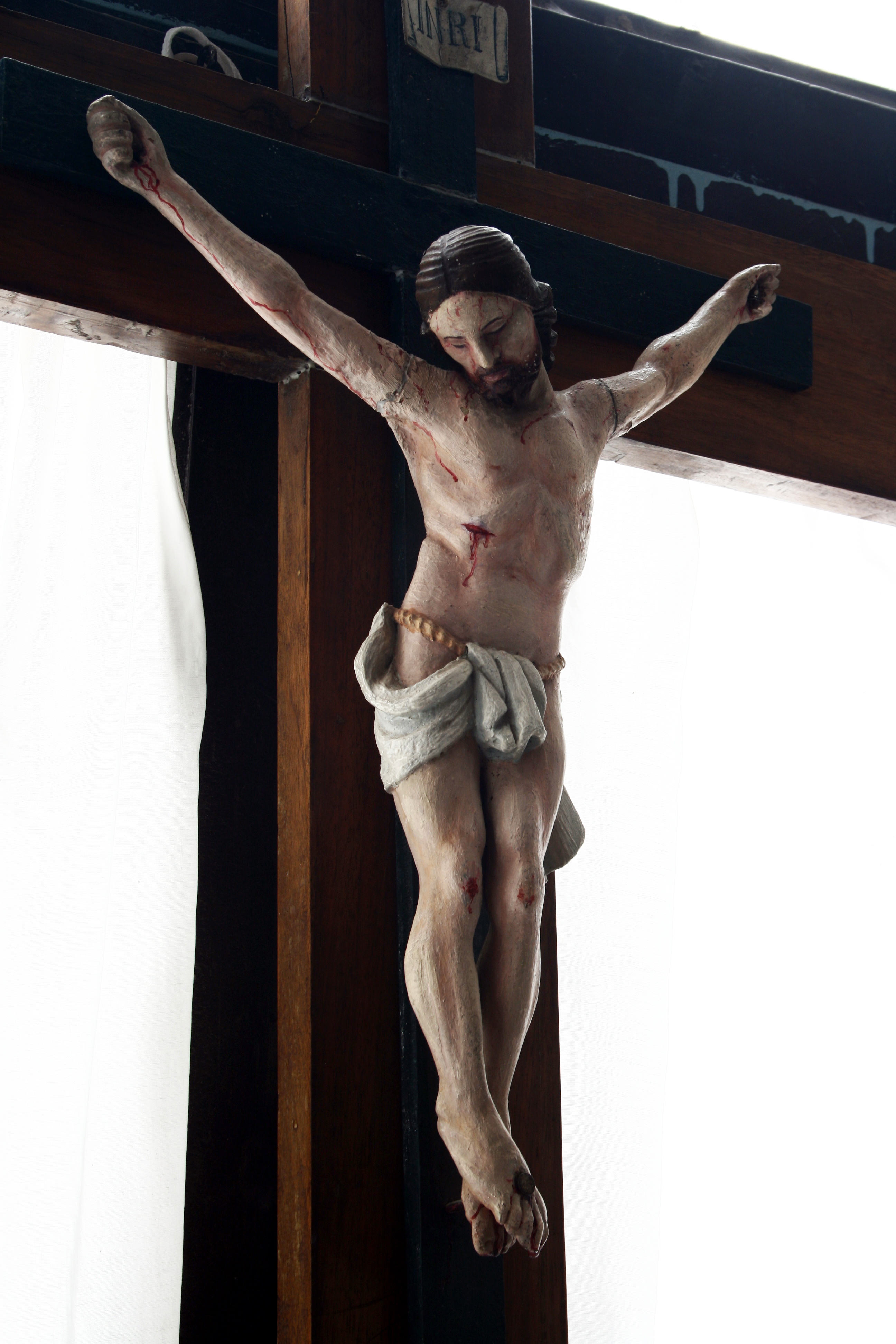
تصلیب عیسی